# Lengsdorf
Lengsdorf es un barrio de Bonn em Stadtbezirk de Hardtberg con cerca de 4700 Habitantes.

## Administración
Tiene este barrio la sede de Technisches Hilfswerk.